# Jaana Järvinen

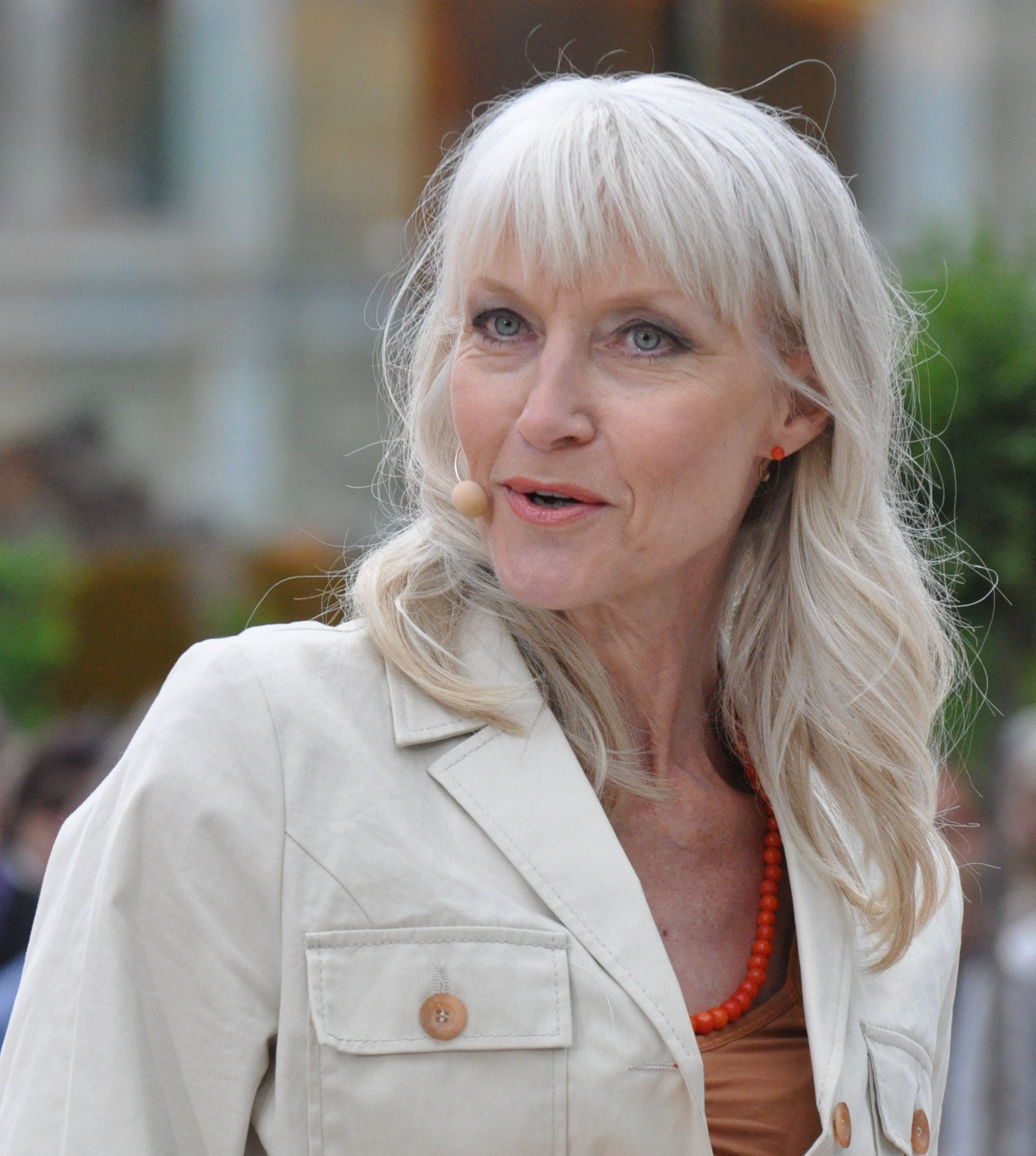
Jaana Järvinen (2011)

Jaana Marjatta Tulikki Järvinen (* 19. September 1956 in Helsinki; † 3. April 2012 in Turku, Finnland) war eine finnische Schauspielerin.

## Leben
Jaana Järvinen studierte von 1979 bis 1982 Schauspiel an der Theaterakademie Helsinki. Anschließend war sie bis 1983 am Theater von Oulu und bis 1985 am Theater von Lappeenranta beschäftigt, bevor sie festes Ensemblemitglied am Theater von Turku wurde. Parallel dazu war sie vereinzelt seit Anfang der 1980er Jahre beim Finnischen Film zu sehen, darunter in Spielfilmen wie Requiem für eine Liebe und Das Mädchen und der Rapper. Für ihre Darstellungen in Huojuva talo sowie Haaveiden kehä wurde sie jeweils als Beste Nebendarstellerin für den finnischen Filmpreis Jussi nominiert, wobei sie für letzteren auch ausgezeichnet wurde.
Järvinen war mit dem Schauspieler Dick Holmström verheiratet. Das Paar hatte zwei gemeinsame Söhne. Nach langer Krankheit verstarb sie am 3. April 2012 im Alter von 55 Jahren.

## Filmografie (Auswahl)
- 1981: Der Durchbruch (Läpimurto)
- 1987: Requiem für eine Liebe (Punainen ruukku)
- 1990: Huojuva talo
- 2002: Haaveiden kehä
- 2005: Das Mädchen und der Rapper (Tyttö sinä olet tähti)